# Gleichnis vom Nadelöhr

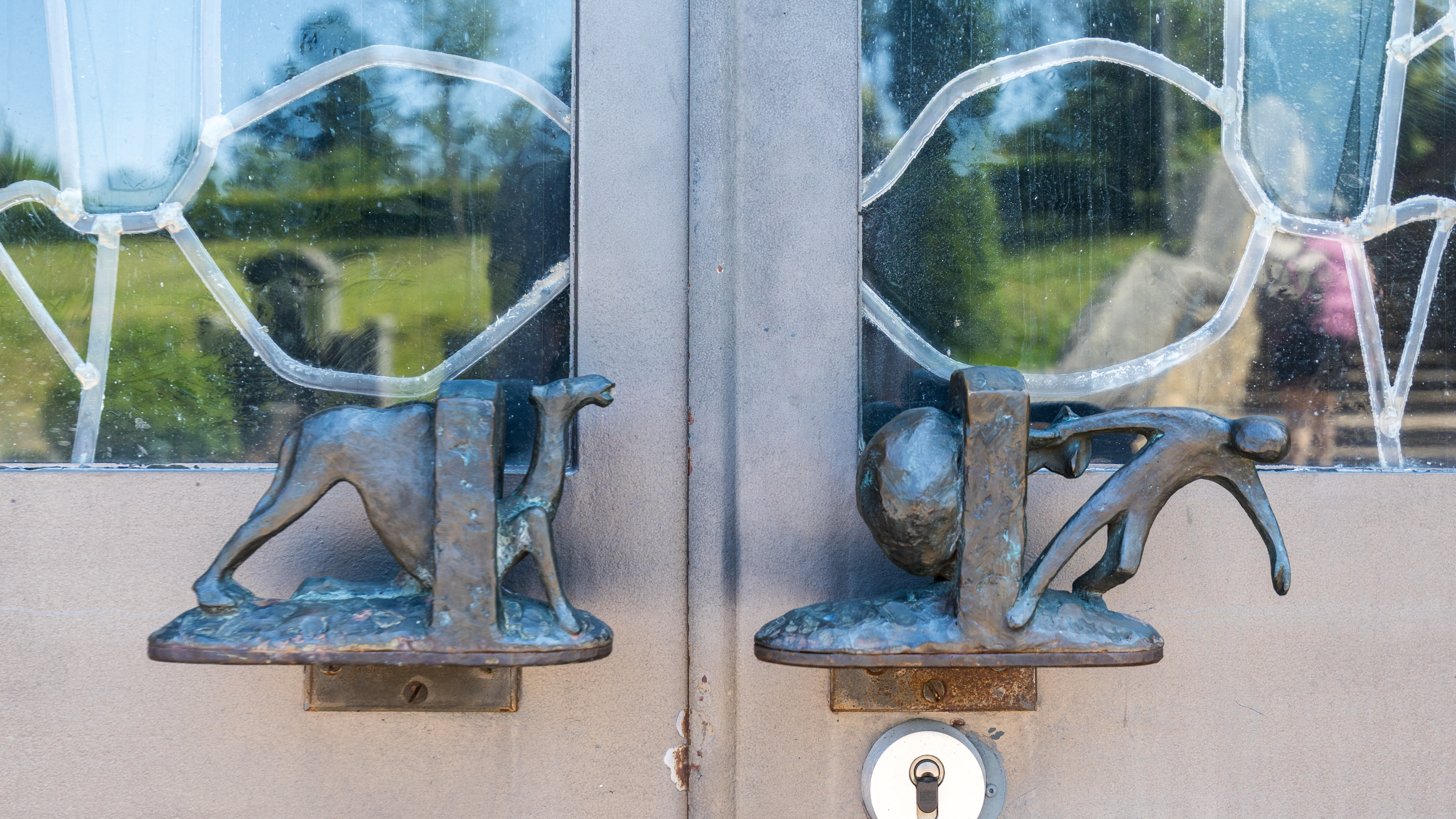
Griff an der Kirchentür von St. Dionysius, Zülpich-Schwerfen: Links das Kamel, rechts ein Mann mit großem Sack

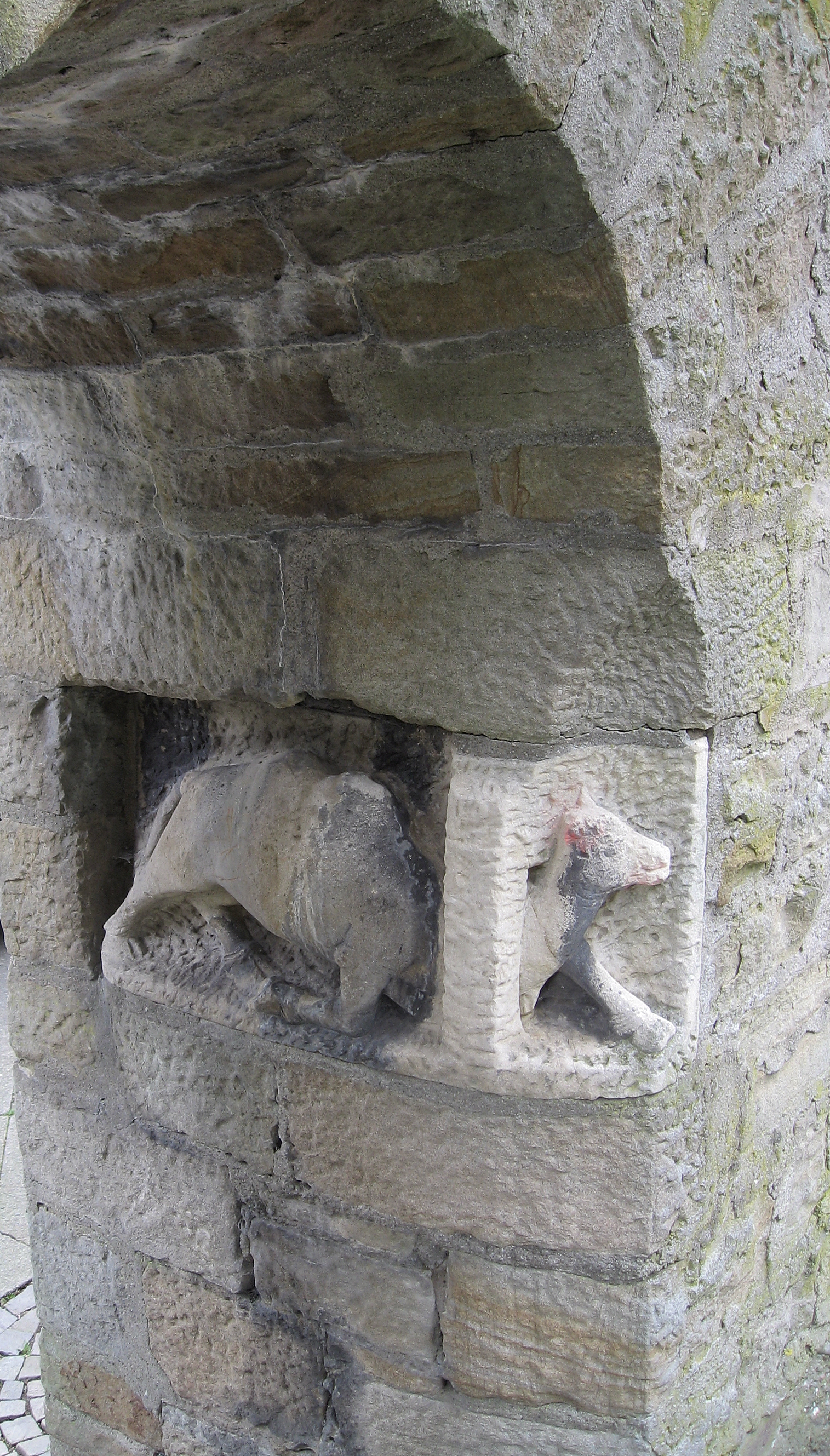
Gleichnisdarstellung in der Bonifatiuskirche Dortmund

Das Gleichnis vom Nadelöhr (auch Gleichnis vom Kamel und vom Nadelöhr) ist ein Gleichnis Jesu, das durch ein Adynaton die Aussage unterstreicht, es sei einem Reichen unmöglich bzw. fast unmöglich, ins Reich Gottes zu gelangen.

## Bestand
Das Gleichnis ist in allen drei synoptischen Evangelien überliefert:

„Leichter geht ein Kamel durch ein Nadelöhr, als dass ein Reicher in das Reich Gottes gelangt.“

„εὐκοπώτερόν ἐστιν κάμηλον διὰ [τῆς] τρυμαλιᾶς [τῆς] ῥαφίδος διελθεῖν ἢ πλούσιον εἰς τὴν βασιλείαν τοῦ θεοῦ εἰσελθεῖν.“

„Denn leichter geht ein Kamel durch ein Nadelöhr, als dass ein Reicher in das Reich Gottes gelangt.“

„εὐκοπώτερον γάρ ἐστιν κάμηλον διὰ τρήματος βελόνης εἰσελθεῖν ἢ πλούσιον εἰς τὴν βασιλείαν τοῦ θεοῦ εἰσελθεῖν.“

„Nochmals sage ich euch: Leichter geht ein Kamel durch ein Nadelöhr, als dass ein Reicher in das Reich Gottes gelangt.“

„πάλιν δὲ λέγω ὑμῖν, εὐκοπώτερόν ἐστιν κάμηλον διὰ τρυπήματος ῥαφίδος διελθεῖν ἢ πλούσιον εἰσελθεῖν εἰς τὴν βασιλείαν τοῦ θεοῦ.“

Ferner taucht das Gleichnis vom Nadelöhr im apokryphen Nazaräerevangelium auf:

„Simon, Johannis Sohn, es ist leichter, daß ein Kamel durch ein Nadelöhr gehe, denn ein Reicher ins Himmelreich.“

## Deutung
Wenn man diese Worte Jesu als Adynaton begreift, wird jede Abschwächung in der Deutung irrelevant. Dennoch wurden immer wieder Diskussionen hierzu geführt:

### Kamel
Die Lesart Kamel wird in der Forschung überwiegend für ursprünglich gehalten, auch wenn dies einen erhöhten Deutungsbedarf hervorruft. 
Eine der frühesten Deutungen dieses Vergleichs schlägt etwa vor, dass die Rede von einer hypothetischen engen Gasse in Jerusalem mit einem kleinen Tor an ihrem Ende sei, die im Volksmund angeblich den Namen „Nadelöhr“ trug. Nach dieser mittlerweile allgemein verworfenen Vermutung (Pedersen: Art. κάμηλος, Sp. 610) konnte ein Kamel das Tor nur passieren, wenn es kniete und nicht mit zu viel Gütern bepackt war.
Eine direkte Herkunft des Gleichnisses aus der aramäischen Kultur ist ausgeschlossen, da ursprünglich keines der Evangelien in diesen Sprachen verfasst wurde. Lediglich bei der Frage nach dem historischen Umfeld ist zu berücksichtigen, dass Jesus aramäisch sprach.
Die neutestamentliche Textexegese, die von der Priorität der kámêlos-Variante ausgeht, bedient sich der talmudischen Tradition (s. u.), um Jesu Worte theologisch zu interpretieren. So wird das kámêlos als ein „typisches nahöstliches Bild“ gesehen, das Jesus in Anlehnung an den Elefanten benutzt haben soll, um in der Paradoxie der Kopplung eines großen Tieres mit einem kleinen Durchlass die Unmöglichkeit für Reiche, in den Himmel zu gelangen, aufzuzeigen, obgleich auch in diesem Fall Gottes gnädiges Handeln in den Evangelien nicht ausgeschlossen wird. Die rhetorische Figur, eine Unmöglichkeit durch einen derartigen Vergleich zu umschreiben, ist als Adynaton bekannt.

### Seil
Es gibt Deutungen, die davon ausgehen, dass statt des Kamels ursprünglich ein Seil gemeint war. Das Wort κάμιλος (kamilos, deutsch: „Schiffstau“, „Seil“) sei wegen der im Itazismus gleichen Aussprache fälschlich als κάμηλος (kámêlos; deutsch: „Kamel“, „Karawane“) verstanden worden. In den heutigen Bibeleditionen ist die kamilos-Variante (Schiffstau, Seil) jedoch eher selten. 
Der Textkritik war diese Variante lange unbekannt. Mittlerweile sind jedoch viele Fälle der kamilos-Lesart (Schiffstau, Seil) bekannt geworden, darunter die armenische und die georgische Bibelübersetzung sowie verschiedene Handschriften. Die älteste auf dem griechischen kamilos basierende Quelle findet sich in der syro-aramäischen Peschitta-Bibel, die ab ca. 145 n. Chr. übersetzt wurde. Die einzige erhaltene nicht-biblische Quelle, die auf diese Ähnlichkeit verweist, ist die Suda.
Diese Hinweise könnten so gedeutet werden, dass die kamilos-Variante (Seil, Schiffstau) als die ursprüngliche betrachtet werden sollte, während die kámêlos-Variante (Kamel, Karawane) eher später und dem Komplex der Volksetymologien und Verballhornungen zuzurechnen wäre.

### Zusammenhang
Der weitere Zusammenhang der Verse vom Kamel und dem Nadelöhr bei den Synoptikern legt nahe, dass Reiche nicht per se vom Reich Gottes ausgeschlossen sind: Es ist zwar schwer, als Reicher in das Reich Gottes zu gelangen, aber nicht unmöglich:

„23 Da sah Jesus seine Jünger an und sagte zu ihnen: Wie schwer ist es für Menschen, die viel besitzen, in das Reich Gottes zu kommen! 24 Die Jünger waren über seine Worte bestürzt. Jesus aber sagte noch einmal zu ihnen: Meine Kinder, wie schwer ist es, in das Reich Gottes zu kommen! 25 Leichter geht ein Kamel durch ein Nadelöhr, als dass ein Reicher in das Reich Gottes gelangt. 26 Sie aber gerieten über alle Maßen außer sich vor Schrecken und sagten zueinander: Wer kann dann noch gerettet werden? 27 Jesus sah sie an und sagte: Für Menschen ist das unmöglich, aber nicht für Gott; denn für Gott ist alles möglich.“

Die Warnung Jesu vor dem Reichtum findet sich auch in anderen Logien der Jesustradition, etwa jenem über den Mammon.
Diese Einschränkung durch den Verweis auf die Allmacht Gottes fehlt in der apokryphen Überlieferung der Nazoräer, was zu einer Sinnverschiebung gegenüber den kanonischen Evangelien führt: Der Auftrag, alle Habe den Armen zu geben, wird nicht nur als Ratschlag Jesu zur Vollkommenheit eingeführt, sondern als notwendige Konsequenz des Liebesgebots angesehen; Missachtung führt nach judenchristlicher Überlieferung tatsächlich zum Ausschluss vom Himmelreich, weshalb das Stück hier durch das Gleichnis vom Kamel und dem Nadelöhr abgeschlossen und nicht nach der Reaktion der Jünger relativiert wird. Die Heilsteilhabe wird im judenchristlichen Nazaräerevangelium auch in anderen Passagen stärker an die soziale Solidarität gebunden.
Als Reichtum kann indessen gerade im Bezug zu diesem Vergleich alles angesehen werden, was von Glaubenden wichtiger genommen wird als ihre Beziehung zu Gott. Das kann für einen Saulus von Tarsus, der zur Bildungselite seiner Zeit gehörte, eben genau diese seine Bildung sein, sodass er sich geläutert als Paulus in 1. Kor. 2,2  darauf stützt, nichts zu wissen, als allein Jesus. Für die meisten Menschen seiner Zeit war es indessen die Familie. Hier sagt Jesus in Lk. 14,26 , dass man nur Sein Jünger sein könne, wenn man diese Familienbande verachtet.

## Andere Religionen

### Islam
Im Koran ist folgendes über die Sünder zu lesen: „Wahrlich, denjenigen, die Unsere Zeichen für Lüge erklären und sich mit Hochmut von ihnen abwenden, werden die Pforten des Himmels nicht geöffnet werden, noch werden sie in das Paradies eingehen, ehe denn ein Kamel durch ein Nadelöhr geht. Und so belohnen Wir die Verbrecher.“

## Rezeption in Literatur und Philosophie
In Ödön von Horváths Roman Jugend ohne Gott (1937) wird die Bibelstelle diskutiert (Kap. 12: „Auf der Suche nach den Idealen der Menschheit“):

„Er bleibt ganz ruhig: »Richtig zu denken, ist das Prinzip der Moral.« Er leert wieder sein Glas. »Ja, die Reichen werden immer siegen, weil sie die Brutaleren, Niederträchtigeren, Gewissenloseren sind. Es steht doch schon in der Schrift, daß eher ein Kamel durch das Nadelöhr geht, denn daß ein Reicher in den Himmel kommt.«
»Und die Kirche? Wird die durch das Nadelöhr kommen?«
»Nein«, sagt er und lächelt wieder, »das wäre allerdings nicht gut möglich. Denn die Kirche ist ja das Nadelöhr.«
Dieser Pfaffe ist verteufelt gescheit, denke ich mir, aber er hat nicht recht. Er hat nicht recht! Und ich sage: »Die Kirche dient also den Reichen und denkt nicht daran, für die Armen zu kämpfen.«“

Theodor W. Adorno verweist in Minima Moralia (1951) im Absatz „Tugendspiegel“ (Nr. 119) auf das Gleichnis:

„Wenn die sichtbare Wirkung im bestehenden Staat den Maßstab für den Menschen abgibt, dann ist es nichts als konsequent, den materiellen Reichtum, der ihm jene Wirkung handgreiflich bestätigt, als Eigenschaft ihm gutzuschreiben, da ja seine moralische Substanz selber, nicht anders als später in Hegels Philosophie, durch seine Teilhabe an der objektiven, sozialen konstituiert sein soll. Erst das Christentum hat jene Identifikation negiert im Satz, daß eher ein Kamel durchs Nadelöhr als ein Reicher in den Himmel komme. Aber die besondere theologische Prämie auf freiwillig gewählte Armut zeigt an, wie tief das allgemeine Bewußtsein von der Moralität des Besitzes geprägt ist.“